# 即死
即死（そくし）とは、事件や事故、災害が発生した際に人が即時に死亡することである。

## 概要
一般には、事故や事件、自然災害等の、外部から与えられた何らかの影響によってその場で、比較的短時間で死ぬことを指す。（内部からの影響、即ち病気が原因となる場合には発症から24時間以内に死亡することを突然死と呼ぶ。）具体的に「事後何分以内」などという定義があるわけではないが、よく言われるように「瞬間に死ぬ」と言うことは現実にはありえず（何らかのプロセスを辿るには、多かれ少なかれ時間を要する）、肉体が致死的な損傷を受けることにより短時間の間に死んだことを「即死する」と言っている。
例えば交通事故により大腿骨を骨折、大腿動脈を損傷した場合、激しく出血をして、大方1分以内に失血死する。これらを大抵「交通事故により即死した」と言うが、この場合でも、激しい出血によるショック状態、そしてそれに伴う意識喪失、連続した血圧低下など様々なプロセスを経ているため、決して「瞬間に」死んでいるわけではない。
飛び降り自殺により脳が壊滅的なダメージを受けて死に至ったり、極端な例では核爆発による強力な熱で人が考えるより早く蒸発して死ぬ場合でさえ、人間の一般的な感覚からすれば確かにコンマ数秒、あるいはそれ以下の「一瞬」の時間であっても、変化の過程をたどる以上そのための時間が必要であるため、厳密に言えば「即」「瞬間」に死に至るわけではない。
しかし交通事故の例のように事の全体、あるいは飛び降りによる頭部の激しい損傷など人間の感覚から見てごく短時間の間に死に至った場合、便宜的に「即死」という言葉を用いるのが一般的である。

## 即死と損害賠償請求権
交通事故など、不法行為により損害を受けた場合には損害賠償の請求権が発生し、のちに被害者が死亡した場合はその請求権が相続の対象となる。
被害者が即死した場合についても、受傷後に死亡した事例との均衡上、「仮に即死であっても受傷と死亡の間には時間的間隔を観念でき、受傷時点で発生した請求権が死亡時に相続される」という構成で、遺族への相続を認めるのが通説・判例となっている。